# Aporrea
Assemblea Popular Revolucionària Americana o Aporrea és un portal web veneçolà d'informació sociopolítica i cultural.

## Història
Aporrea va ser creat el maig del 2002 com alloc web de l'Assemblea Popular Revolucionària arran del Cop d'Estat de l'11 d'abril d'aquell any, considerat com «el cop mediàtic». A partir d'aquell esdeveniment, es crearen nombroses alternatives comunicacionals afins a la Revolució Bolivariana, amb la finalitat de buscar un equilibri informatiu i fer de contrapés a les declaracions fetes pels mitjans de comunicació privats sobre el govern d'Hugo Chávez.
Aporrea, d'acord a la seva pàgina web, no admet cap tipus de discriminació per raó racial, religiosa, de gènere o orientació sexual i nacionalitat.